# Manovra di Nélaton
La manovra di Nélaton è una tecnica di primo soccorso utilizzata per ridurre la lussazione della mandibola. 
La manovra prende il nome dal medico francese Auguste Nélaton che per primo la descrisse nel XIX secolo.

## Esecuzione della manovra di Nélaton
L'operatore, con le cui mani protette da guanti, si pone davanti al paziente seduto e rilassato con la testa eretta; gli afferra la mandibola con i pollici (protetti da garze per evitare di tagliarsi) sulle arcate dentali inferiori e le altre dita all'esterno delle emiarcate mandibolari. La mascella inferiore viene spinta dolcemente verso il basso e poi all'indietro, finché la testa mandibolare non viene reintegrata nella fossa mandibolare.
La manovra può risultare dolorosa per il paziente, il quale pertanto può essere sedato. In caso di significativa sedazione o in caso di perdita di coscienza, il paziente viene messo supino e in tal caso l'operatore si pone dietro di lui.

## Tecniche alternative
In tempi più recenti, è stata descritta una tecnica alternativa innovativa denominata "metodo del polso a cardine" (in lingua inglese: wrist pivot method), che permette in maniera meno dolorosa il riposizionamento, sfruttando le intrinseche proprietà biomeccaniche della mandibola.
Altre manovre sono il "metodo extra-orale" (che ha il vantaggio di ridurre il rischio di taglio delle dita dell'operatore) e la "tecnica sfalsata omolaterale combinata" (in lingua inglese: combined ipsilateral staggered technique), che consente di operare la singola emimandibola.